# Supercalifragilisticexpialidocious
Supercalifragilisticexpialidocious (nella versione in italiano Supercalifragilistichespiralidoso) è una canzone del film Mary Poppins (1964), scritta da Richard M. e Robert B. Sherman, cantata nel 1965 in italiano (nella versione cinematografica da Tina Centi e Oreste Lionello) da Rita Pavone (incisa su dischi RCA Italiana), da Gigliola Cinquetti (incisa su dischi Italian Dance Graffiti) e da Nancy Cuomo (incisa su dischi KappaO). La parola è stata inventata dagli Sherman stessi, che si basarono su modi di dire e parole inventate che erano in circolazione da tempo. Ecco la composizione: Super (sopra) - cali (bellezza) - fragilistic (delicato) - expiali (fare ammenda) - docious (istruibile). Quindi il significato delle sue parti sarebbe "fare ammenda per la possibilità di insegnare attraverso la delicata bellezza".

## Descrizione
Nel film il termine assume il ruolo di parola magica, quando essa è pronunciata si verificano eventi magici. La canzone mostra l'uso della parola in situazioni difficili e persino come un modo per cambiare la propria vita. Il film vinse cinque Premi Oscar (migliore canzone, migliore colonna sonora, miglior montaggio, migliore attrice protagonista e migliori effetti speciali).
Nel 1965 la canzone fu oggetto di una causa da parte di due autori musicali contro la Disney: essi asserivano che vi era una violazione di copyright rispetto ad una delle loro canzoni risalente al 1951, Supercalafajalistickespeealadojus. La causa fu persa dal momento che le canzoni non furono giudicate sufficientemente simili. La parola è un nonsense, ovvero non ha un significato nella lingua inglese.

## Cover
- xxxx - Cricketone Chorus & Orchestra, singolo (Cricket – C-166)
- 1964 - Ray Conniff, EP (CBS – 33.287); album Mary Poppins (CBS – S 62542)
- 1965 - Roger Morris Orchestra, EP (Polydor – 27 223)
- 1965 - The Chipmunks, singolo (Liberty Records – LIB 55773); album The Chipmunks Sing with Children (Liberty Records – LBY1257)
- 1966 - Cheryl Kennedy, Dickie Henderson, Ted Gilbert e The Ainsworth Singers, EP (Music For Pleasure – NO 2)
- 1966 - Doreen & Her Friends, singolo (Kidditunes – LM 37)
- xxxx - Gigliola Cinquetti, EP, testo di Antonio Amurri e Pertitas (Italian Dance Graffiti – IDG 60017)
- xxxx - Nikka Costa

## Omaggi e citazioni
- L'episodio 13 dell'ottava stagione della serie TV I Simpson si intitola Simpsoncalifragilistichespirali-d'oh-so ed è una parodia di Mary Poppins. Inoltre fa occasionalmente riferimento a supercalifragilistica come ad una branca della scienza.
- Jovanotti cita la prima parte di questa parola magica nella canzone Attaccami la spina, del 1994, e nella canzone Oh, vita!, del 2017.
- Gli Articolo 31 citano la seconda parte di questa parola magica nella canzone Messa di Vespiri, del 1994.
- I Bluvertigo citano questa parola nella canzone Autofraintendimento del 1999.
- I Murderdolls citano questa parola (in inglese) nella canzone Homicide Drive del 2010.
- Nella canzone Stoner Hate degli Scars on Broadway, viene utilizzata nel ritornello.
- Becky G nella sua cover Die Young (Ke$ha), usa molteplici volte la versione inglese Supercalifragilisticexpialidocious.
- In House of Mouse - Il Topoclub Pippo canta una canzone molto simile a Supercalifragilistichespiralidoso.
- Il finale della canzone si sente in Saving Mr. Banks, in più il personaggio di P. L. Travers ne osserva il pentagramma.
- Ghali nella sua canzone Sempre me modifica la parola in "Ghalifragilistichespiralidoso".
- MadMan nella sua canzone Bolla Papale, cita questa parola: «Vedo più scenari tragici io di questi, vai a riposo Sognan tutti gli anni magici di ogni festival imploso Sulla strumentale ganci, calci, ogni tecnica, ogni metrica Rappo supercalifragilististichespiralidoso».
- Gli Hollywood Undead citano la prima parte di questa parola nella canzone Delish, del 2013.
- I Linkin Park citano questa parola nella canzone 26 Lettaz in da alphabet, contenuta nell'EP MMM...Cookies - Sweet Hamster Like Jewels from America! conosciuto anche come Linkin Park Underground 8.0.
- La prima parte della parola è usata come titolo della canzone di J-Ax Supercalifragili del 2020.